# Прилуцький район (1923—2020)
Прилу́цький райо́н — колишній район України в південній частині Чернігівської області України з адміністративним центром у місті Прилуки, який існував протягом 1923—2020 років і був ліквідований під час Адміністративно-територіальної реформи в Україні.  Площа — 1,8 тис. км². Населення — 40,87 тис. осіб.

## Загальні відомості
Район був розташований на півдні Чернігівської області. Межує з Бобровицьким, Ніжинським, Ічнянським, Варвинським, Срібнянським районами Чернігівської області, Пирятинським районом Полтавської області, Згурівським, Яготинським районами Київської області.
Через район проходять залізниці Чернігів-Гребінка, Прилуки—Бахмач, автошляхи Чернігів—Полтава, Прилуки—Київ, Прилуки—Ромни. У районі 100 населених пунктів.
Район розташований у Придніпровській низовині, в зоні лісостепу. Ліси — дуб, береза, граб, липа — займають 16,8 тис.га. Основна річка — Удай.
Корисні копалини: нафта, природний газ, торф. Ґрунти чорноземні. Районний центр — місто Прилуки обласного підпорядкування.

## Історична довідка
Найдавніші поселення людини на території Прилуччини з'явилися за доби пізнього палеоліту.
Густо заселеною була її територія в епоху бронзи: поселення і кургани цієї епохи знайдені біля сіл Линовиці, Переволочної, Сухополової, Богданівки. Відомі також поселення скіфського часу. У ІІ- IV ст. нової ери Прилуччина була заселена хліборобськими племенами черняхівців. Густо була заселена територія Прилуччини і в період Київської Русі, у радіусі 50 км від міста Прилук налічується більше двох десятків городищ цього періоду. Усі міста-фортеці, а також більшість великих поселень Прилуччини були зруйновані ордами хана Батия в 1239 р.
З середини XIV ст. Прилуччина перебувала у складі Великого князівства Литовського, потім Речі Посполитої, Московської держави.
Прилучани брали активну участь у визвольній боротьбі українського народу проти іноземного поневолення у XVII—XVIII ст. Тоді вся Прилуччина входила до складу Прилуцького козацького полку, створеного гетьманом Богданом Хмельницьким 1648 р. Після ліквідації полків і Гетьманщини Прилуцький повіт увійшов до складу Чернігівського намісництва, згодом губернії, 1802 р. Прилуцький повіт перейшов до складу Полтавської губернії.
З історичних джерел відомо, що на початку XIX ст. Прилуччина не була районом лише сільськогосподарського виробництва. Тут були цегельні, кінські заводи, суконна фабрика, млини, дещо пізніше з'явилися винокурні, пивоварні, олійниці, кузні.
За даними земської управи, 1881 року в 21 поселенні Прилуцького повіту мешкало 32984 особи.
У 1887 році в Прилуцькому повіті налічувалось 64 навчальних заклади, у яких навчалося 4611 учнів, що в середньому становило 1 учень на 20 чоловік містян та 1 учень на 44 сільських мешканців. Найбільшими навчальними закладами в повіті були: двокласне училище міністерства народної освіти в м. Срібному (98 учнів) та п'ятикласне ремісниче земське училище в с. Дігтярях.
Важкі часи пережила Прилуччина під час становлення більшовицького режиму. Селянство не сприймало радянську владу, в районі діяли озброєні загони Марусі Чорної, Гонти, Чалого. Для придушення повстань було кинуто регулярні війська.
У 1929 р. у селах Прилуччини активно йшла примусова колективізація, а вже 1931 р. розпочався голод. Свого найтрагічнішого апогею Голодомор досяг взимку та весною 1933 р., люди пухли з голоду й помирали тисячами. Голодомор закінчився восени 1933 р., але ще кілька років селяни відчували наслідки цього жахливого періоду.
Перед війною життя вирівнялося, а у вересні 1941 р. Прилуччина була окупована нацистами. Окупація тривала повні два роки.
На фронтах Другої світової війни воювало 12617 жителів Прилуччини, 6954 — не повернулися з поля бою. 6288 уродженців Прилуцького району нагороджені орденами і медалями, 10 — присвоєно звання Героя Радянського Союзу.
У 1959 р. до Прилуцького району приєднана частина ліквідованого Яблунівського району.
05.02.1965 Указом Президії Верховної Ради Української РСР передано сільради Ічнянського району: Обичівську та Ряшківську — до складу Прилуцького району.
Післявоєнний розвиток району характеризувався стабільним покращенням у всіх сферах життя. У 1960 р. на Прилуччині відкриті родовища нафти і газу, які дають 20 % загального видобутку України. Проголошення в 1991 р. державної незалежності України відкрило нову сторінку в історії Прилуцького краю. Прилуччина з гордістю 1 грудня 1991 року на Всеукраїнському референдумі 92 відсотками голосів сказала «так» державній незалежності України, зробила свій вагомий внесок у національне єднання українців.

## Економіка
У районі працює 392 підприємства: з юридичним статусом — 367, без юридичного статусу (філії) — 25. Діють 8 промислових підприємств з переробки продукції сільського господарства. Ведеться видобуток нафти і газу.
Найбільше підприємство — «Пожспецмаш» (смт Ладан). Пожежні автомобілі, виготовлені на заводі, були відзначені в Парижі Діамантовою зіркою якості. Підприємство виготовляє також знаряддя для обробітку землі, зокрема принципово новий розкидач мінеральних добрив, причепи-зерновози.
На базі 39 колишніх сільськогосподарських підприємств діє 33 нових агроформувань, з яких 18 — товариств з обмеженою відповідальністю (54,54 %), 9 — приватних сільськогосподарських підприємств (27,27 %), 5 комунальних та дочірніх підприємств, в тому числі державних (15,15 %) і один обслуговуючий кооператив. Окрім цього, діє 41 фермерське господарство.

## Природно-заповідний фонд

### Ботанічні заказники
Бабки, Боярське, Голубівка, Діброва-І, Кут, Левен, Пасічне, Скиток, Шапранівка.

### Гідрологічні заказники
Бунилівське, Гетьманщина-Свидок, Густинський, Заїздський, Заудаївський, Обичівський, Пирогівський, Полівщина, Приміське, Ряшківський, Удайцівський.

### Ентомологічні заказники
Охинський, Яблунівський.

### Ландшафтні заказники
Бакумова Гора, Сосна.

### Ботанічні пам'ятки природи
Багатовіковий дуб «Велетень», Багатовіковий дуб «Три брати», Дуб Богданівський, Жевахівщина, Івківці, Парк ім. Т. Г. Шевченка.

### Заповідні урочища
Івківці, Три ярки.

## Освіта
У районі функціонує 35 загальноосвітніх шкіл, з них: Яблунівська школа-інтернат І-ІІІ ст. та Ладанська гімназія. Функціонує 15 дошкільних установ, 1 професійний ліцей, 1 технікум, 3 позашкільні установи: спортивна школа, будинок школяра, Малодівицький навчально-виробничий комбінат.

## Охорона здоров'я

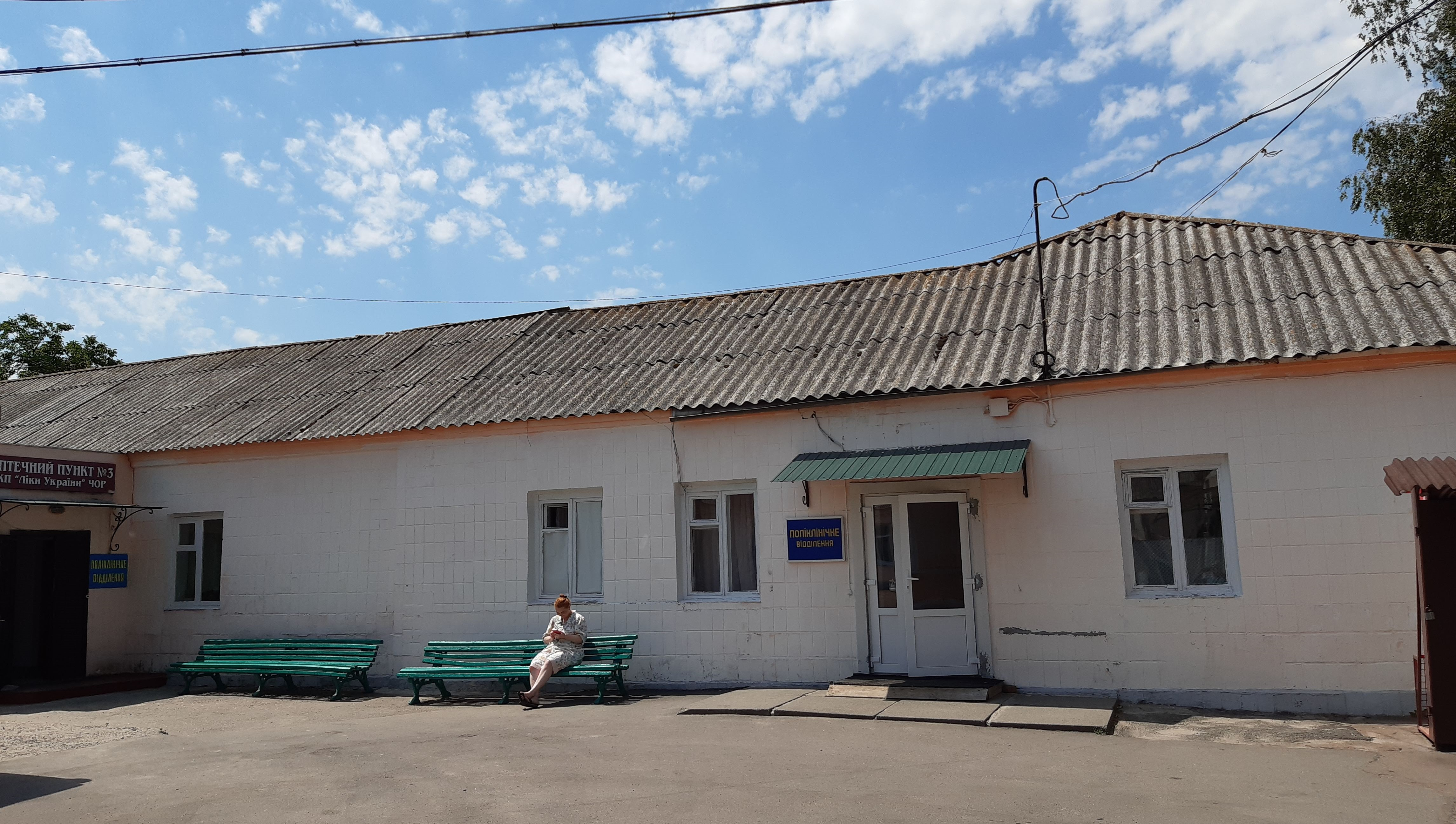
Поліклінічне відділення Прилуцької центральної районної лікарні. Прилуки, вул. Київська, 98. Червень 2019

У районі 58 лікувально-профілактичних закладів, з них: 5 лікарень, 4 лікарські амбулаторії, 49 ФАПів.

## Культура
Культурне обслуговування в районі здійснюють 43 клубних, 47 бібліотечних закладів, Ладанська дитяча музична школа та 6 музейних кімнат. Працюють 159 колективів художньої самодіяльності, з них — 24 дитячих. 5 колективів району мають почесне звання «Народний аматорський». В районі діє 61 організація політичних партій, 26 громадських організацій, функціонує 46 релігійних громад.

## Політика
25 травня 2014 року відбулися Президентські вибори України. У межах Прилуцького району було створено 60 виборчих дільниць. Явка на виборах складала — 67,83 % (проголосували 20 586 із 30 349 виборців). Найбільшу кількість голосів отримав Петро Порошенко — 40,94 % (8 427 виборців); Юлія Тимошенко — 25,12 % (5 171 виборців), Олег Ляшко — 19,92 % (4 101 виборців), Анатолій Гриценко — 5,45 % (1 121 виборців). Решта кандидатів набрали меншу кількість голосів. Кількість недійсних або зіпсованих бюлетенів — 0,81 %. 

## Видатні люди
- Самійленко Іван Матвійович (1911, Валки — 2006) — український державний і громадський діяч, вчений. Останній голова Уряду Української Народної Республіки в екзилі (1989—1992). Професор Лонґ Айленд Університету 1961—1980[2]. Автор книги «Соціо-політичне тло голодового геноциду в Україні (Комунізм — смертельний ворог села)»: Історичний нарис / І. Самійленко ; Вид. спілка — Українське Інформаційне бюро, інк. (Філадельфія США) — Київ: Просвіта, 1998. — 37 с.
- Величко Костянтин (1895 або 1894 — ?) — член Української Центральної Ради.